# Babina Rijeka
Babina Rijeka – wieś w Chorwacji, w żupanii sisacko-moslawińskiej, w gminie Donji Kukuruzari. W 2011 roku liczyła 127 mieszkańców.